# Tesařovská kaple
Tesařovská kaple je sakrální objekt zbudovaný v Kořenově, obci na severu České republiky, v Jizerských horách v Libereckém kraji. Zdejší věřící na počátku 20. století snili, že si vybudují velký kostel v novogotickém slohu. Nakonec se však ukázalo, že na svůj záměr nemají dostatek finančních prostředků, a proto od něj upustili. Když se ale místním farářem stal Helmuth Pommer, jenž se ze svých cest po Německu znal se začínajícím architektem Otto Bartningem, požádal ho o návrh kaple pro Tesařov. Bartning navrhl skromnou osmibokou kapli. Její základní kámen byl položen v květnu 1909 a již koncem října téhož roku se svatostánek slavnostně otevíral. Po odsunu německého obyvatelstva patřila kaple Jednotě bratrské, od které ji roku 2009 odkoupil Ochranovský seniorát Českobratrské církve evangelické.
Stavba je osmiboká, zakončená dřevěnou stříškou ve tvaru jehlanu s věžičkou. Uvnitř jsou ve dvou řadách lavice spolu s jednoduchou kazatelnou a po obvodu se nachází dřevěná empora. Kolem objektu je hřbitov, na který se od roku 1913 pohřbívá. Během léta, od června do září, se v kapli každou neděli konají pravidelné ekumenické bohoslužby.
Roku 1917 se farář Pommer stal kazatelem ve sboru v rakouské obci Dornbirn. Rovněž zde plánoval vybudovat kapli a využil pro ni mírně upravený Bartningův projekt z Tesařova. Stavět se začalo v květnu 1930 a následující rok během dubna se kostel Spasitele otevíral.

## Historie

### Kazatelská stanice
Na začátku 20. století (roku 1903) došlo v Tesařově, který se tehdy jmenoval Schenkenhahn, ke zřízení kazatelské stanice sboru augsburského vyznání z Jablonce nad Nisou. Roku 1910 přešla stanice pod sbor ve Smržovce. Po vzniku Československa (1918) se sbor i kazatelská stanice staly součástí Německé evangelické církve. Po druhé světové válce ale byla stanice zrušena.

### Kaple
Místní věřící se ke svým náboženským shromážděním scházeli jednou za měsíc v hostinci turistické chaty Zvonice (Glockensteinbaude). Z iniciativy některých členů vznikl nápad vybudovat si vlastní kostel. Dne 16. listopadu 1903 vznikl Německý evangelický spolek pro postavení kostela v Kořenově–Tesařově (v německém originále Deutsch-evangelischer Kirchenbauverein Wurzelsdorf–Schenkenhahn), k jehož členům patřili například exportér Konrad Neumann, sklář Johann Fischer, brusiči skla Erwin Friedrich a Robert Nitsche, truhlář Josef Zelinka nebo pekař Kamil Neumann. Novostavba měla být v novogotickém stylu, ale ukázalo se, že místní přecenili své finanční možnosti, a od stavby v původním rozsahu tak museli ustoupit, k čemuž přispělo i úmrtí hlavního iniciátora stavby Konrada Neumanna 17. dubna 1907.
Roku 1908 se kazatelem ve Smržovce stal Helmuth Pommer, který se během svých cest po Německu v Berlíně seznámil s tehdy mladým architektem Otto Bartningem. Farář ho oslovil se žádostí, zda by pro Tesařov navrhl sakrální objekt. Bartning souhlasil a naplánoval osmibokou kapli s dřevěnými prvky, typickými však spíše pro oblast Frýdlantska. Základní kámen byl položen 20. května 1909, v den nanebevstoupení Páně, a promluvil při tom i Franz Wilhelm Dibelius, drážďanský rada spolku Gustava Adolfa (GAV/W). Německý spolek totiž na stavbu přispěl finančními prostředky a další peníze získal farář Pommer svými přednáškovými cestami především po německém Slezsku.
Budování kaple probíhalo svépomocí. Její slavnostní vysvěcení se konalo pět měsíců po zahájení stavby, a to ve středu 20. října 1909. Protože se aktu účastnilo mnoho lidí, kteří by se do kaple najednou nevešli, konala se slavnost venku před objektem. Kázáním posloužil drážďanský farář Franz Blanckmeister. Promluvil rovněž superintendent Albert Gummi z Ústí nad Labem. Akci pak zakončil rodinný večer s průvodem. Na pravidelné bohoslužby sem poté chodili i věřící z Mýtiny.
V těsné blízkosti kaple vznikl roku 1911 hřbitov, avšak rakouskouherské úřady na něm nedovolily pohřbívat. V roce 1913 ale místnímu truhláři Ullmannovi zemřely dvě dcery a on je svévolně vedle modlitebny pochoval. Teprve pak úřady zdejší pohřbívání povolily.

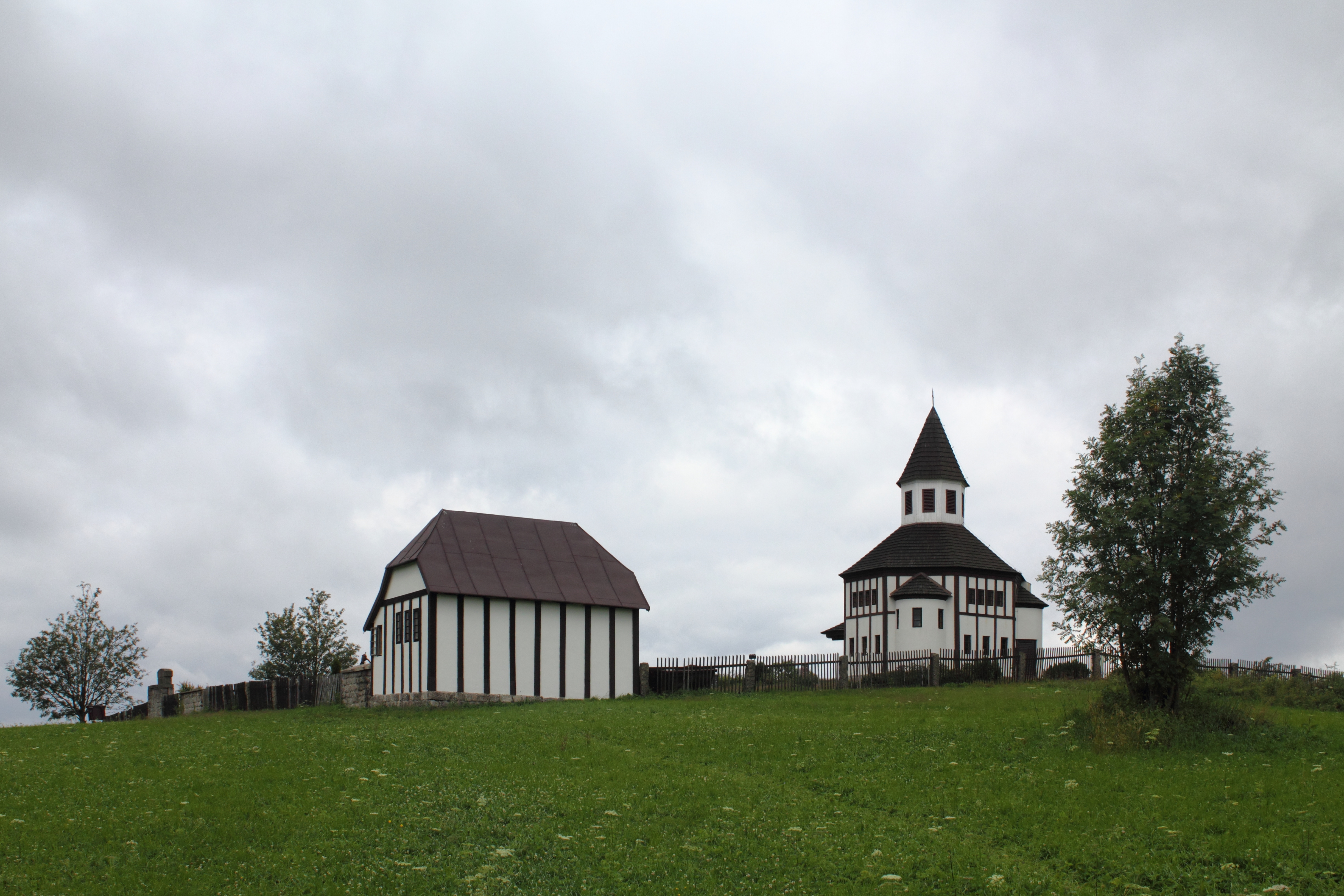
Kaple (vpravo) spolu s márnicí

Po druhé světové válce a vysídlení původního německého obyvatelstva spravovala kapli Jednota bratrská. Pravděpodobně roku 1956 prošla stavba rekonstrukcí a o tři roky později (1959) se stala majetkem církve. O kapli pečoval především sbor z Tanvaldu. Roku 1968 prošel objekt generální opravou. V roce 2000 byly na hřbitově vykáceny vzrostlé stromy, a kaple je tak zdaleka viditelná. Stavba v tu dobu ale chátrala. Obec Kořenov nabízela Jednotě bratrské odkoupení objektu nebo alespoň minimálně desetiletý pronájem s tím, že obec na své náklady provede renovaci kaple. Nakonec dne 4. února 2009 kapli od Jednoty bratrské odkoupil Ochranovský seniorát Českobratrské církve evangelické. Na začátku září téhož roku sponzorský dar umožnil opravu fasády a výměnu okapů. Práce skončily 18. září 2009 a hned následující den se konala oslava u příležitosti stého výroční otevření objektu. Kázáním posloužil farář Jiří Polma, Jana Uhlířová pohovořila o historii kaple a na elektrofonické varhany zahrál Viktor Kalista. Při slavnosti rovněž zazpíval dětský pěvecký sbor Řetízek ze Železného Brodu, zahráli trubači z Německa a s projevy vystoupili někdejší tanvaldský kazatel Rudolf Borski, tehdejší synodní kurátorka Českobratrské církve evangelické Mahulena Čejková, kurátor dornbinského sboru Uwe Bergmeister či kořenovský starosta Luboš Marek. Mezi roky 2013 a 2016 prošla kaple rekonstrukcí jak exteriéru, tak rovněž interiéru. Od června do září se tu pravidelně v neděli o desáté hodině konají ekumenické bohoslužby.
Pro zájemce je k dispozici jak turistická známka s tematikou kaple, tak rovněž turistická vizitka.

## Popis stavby

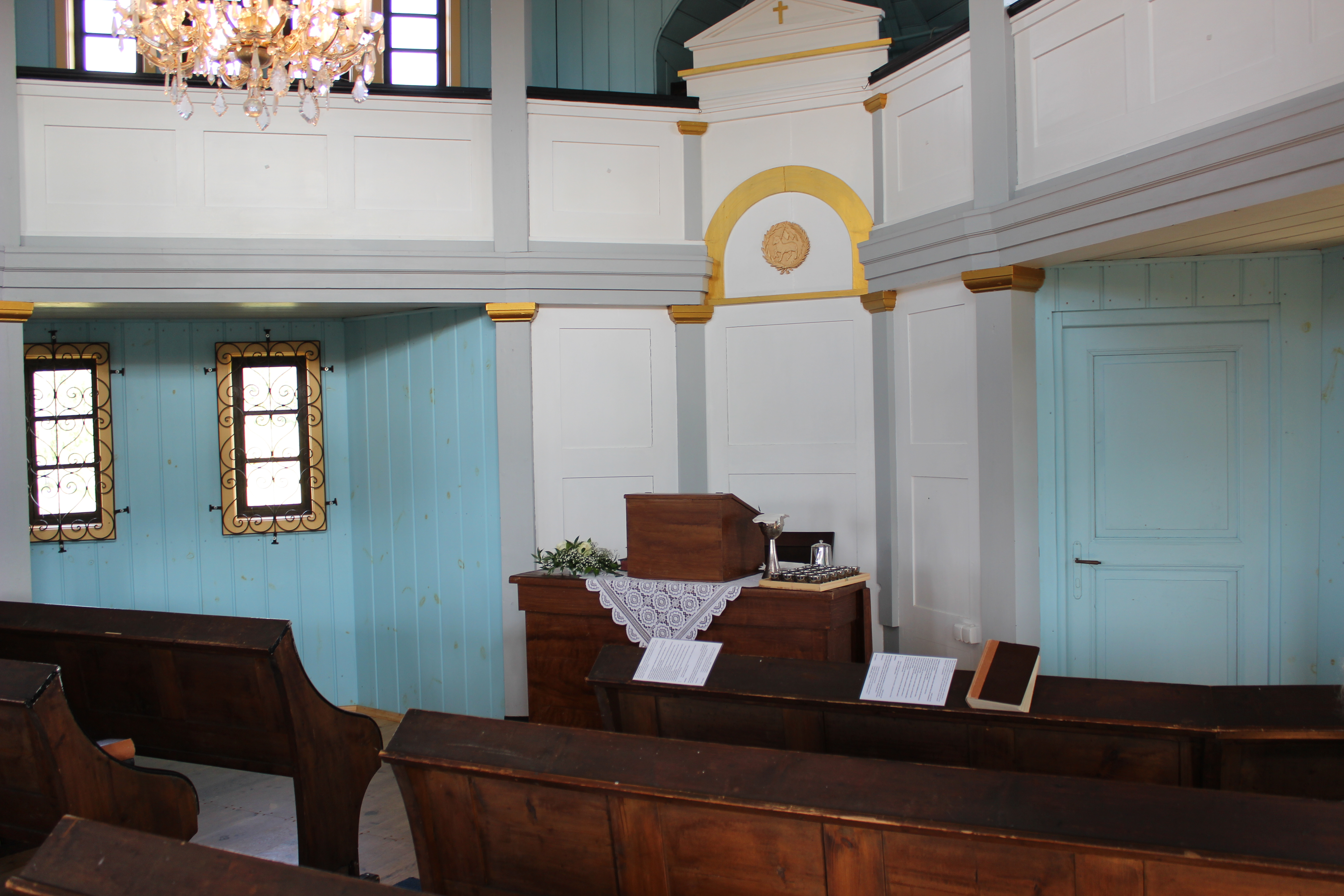
Interiér kaple

Kaple je zbudována na osmibokém půdorysu. Zakončena je střechou ve tvaru jehlanu, v jejímž středu je situována věžička, ve které se nachází jeden ze zvonů zaniklého kostela v Dolní Smržovce. Střecha kaple je zhotovena z dřevěných šindelů. Na bocích stavby se nacházejí dvě apsidy, dle jiných zdrojů tři. Fasádu stavby tvoří hrázdění spolu s bíle natřenou hladkou omítkou. Po obvodu modlitebny, kůru i věžičky se nacházejí úzká okna. Do objektu se vstupuje po kamenných stupních, které před nepřízní počasí zakrývá zaoblená střecha, jejíž tvar je inspirován podobou zastřešení apsid kaple. V interiéru jsou v úrovni vstupu ve dvou řadách dřevěné lavice a v čele jednoduchá dřevěná kazatelna. Nad nimi je po obvodu ochozová tribuna ze dřeva.
V jihovýchodním rohu hřbitova stojí na obdélníkovém půdorysu márnice. K ní z jihozápadní strany přiléhá toaleta. Fasáda márnice je zjednodušenou verzí fasády užité na kapli. Márnice je zakryta plechovou polovalbovou střechou. Na jihozápadní straně střecha překračuje půdorys stavby, a zakrývá tak zádveří.

## Kaple vDornbirnu
Roku 1917 odešel kazatel Pommer z Jizerských hor do rakouského města Dornbirn. I zde plánoval pro tamní sbor vybudovat novou kapli, pro niž použil mírně upravený Bartningův projekt tesařovského svatostánku. V něm pozměnil především prvky interiéru stavby, když zjednodušil stavební detaily a více využil dřevěné prvky. Finance na stavbu vybírali místní věřící mezi sebou. V době, kdy na nároží dorbinských ulic Rosenstraße a Bockackerstraße plánovali stavbu zahájit, vypukla první světová válka, během níž se nashromážděné prostředky ztratily nebo byla jejich hodnota devalvována, a po válce se zas země potýkala s chudobou neumožňující stavbu kostela.
Až na konci dvacátých let 20. století se opětovně začalo o výstavbě uvažovat. Základní kámen byl položen 11. května 1930 a otevření dokončené stavby kostela Spasitele (Heilandskirche) se uskutečnilo 19. dubna 1931 za přítomnosti četných místních i zahraničních hostů.
Roku 2009 obec Kořenov navázala styky s rakouskou obcí Dornbirn. Do té doby se pouze vědělo, že kopie tesařovské kaple kdesi existuje, ale nevědělo se kde.